# Albinykus
Albinykus  (лат.) — род тероподовых динозавров, принадлежащих к группе альваресзаврид и живших во время позднего мела (около 85—70 млн лет назад, сантон и кампан) на территории нынешней пустыни Гоби в Монголии. Окаменелости теропода были найдены в формации Javkhlant Formation в аймаке Дорноговь. Впервые описан группой палеонтологов: Sterling J. Nesbitt, Julia A. Clarke, Alan H. Turner и Mark A. Norell в 2011 году. Представлен одним видом — Albinykus baatar.
По кладистическому анализу Albinykus был помещён в группу альваресзаврид как сестринский таксон к другому виду: шувуйя из группы Parvicursorinae. Albinykus является одним из самых маленьких известных альваресзавридов. Этот динозавр настолько мал, что указывает на тенденцию уменьшения размеров тела в этой группе. Такая тенденция является единственным известным среди теропод и группы Paraves.